# A Cure for Pokeritis
A Cure for Pokeritis és un curtmetratge mut de la Vitagraph dirigit per Laurence Trimble i protagonitzat per John Bunny i Flora Finch.(REF) Es tracta d'una de tantes comèdies dels dos actors conegudes en el seu moment com “Bunnyfinches” i que foren tan populars que van convertir-los en dues estrelles. Es va estrenar el 23 de febrer del 1912. El 2011 el National Film Registry va seleccionar aquesta pel·lícula per a la seva preservació per la Biblioteca del Congrés dels Estats Units en ser considerada rellevant des del punt de vista cultural, històric o estètic i ser representativa de les Bunnygraphs.

## Argument
En tornar d'una nit de pòquer en què ho ha perdut tot, George Brown jura a la seva dona que mai més apostarà diners en aquest joc però el seu amic Bigelow el convenç per tornar a la partida setmanal per lo que a la seva dona li explica que ha estat admès en una fraternitat anomenada “Els fills del demà”. George comença a parlar en somnis, cosa que fa sospitar la seva dona que fa que el seu cosí Freddie Dewdrop el segueixi i aquest esbrina la veritat. La dona es reuneix amb les esposes dels altres jugadors i ideen un pla per acabar amb el joc. Freddie i altres membres del seu grup d'estudi de la Bíblia es disfressen de policies i fan una incursió en el joc. Després arriben les esposes i els presumptes policies deixen soles a les dones amb els marits per a que els renyin en comptes d'arrestar-los. Al final de la pel·lícula els Brown es reconcilien.

## Repartiment
- John Bunny (George Brown)
- Flora Finch (Mary Brown)
- Charles Eldridge (Bigelow)
- Rose Tapley (esposa de Bigelow)
- Leah Baird esposa d'un altre company)
- Harry T. Morey (Freddie Dewdrop)
- Harold Wilson (company a la timba)
- Tom Powers (company de Freddie)
- James W. Morrison (company de Freddie)
- William R. Dunn
- Arthur Rosson